# Theodore Weber
Theodor Alexander Weber (Leipzig, 11 de mayo de 1838 — París, marzo de 1907) fue un pintor alemán.
En 1853 con apenas 15 años de edad, Weber se hizo alumno del pintor paisajista Wilhelm Krause, quien se especializaba en paisajes marinos. Gracias a esos antecedentes, Weber logró convertirse más adelante en alumno de Eugène Isabey en París. Con motivo de la gran exposición del Salón de París de 1861 debutó con sus obras Vista a la ciudad y Naufragio.
En 1870 comenzó la Guerra Franco-Prusiana, por lo que Weber, anticipándose a su encarcelamiento como alemán indeseable, marchó en exilio a Londres. A partir de 1874 vivió y trabajó en Bruselas y en el verano de 1883 volvió a París, donde se instaló como artista independiente.

## Obras (Selección)
- Die Ebbe in Ostende
- Das belgische Postschiff zwischen Ostende und Dover
- Die Ausfahrt der Fischer in Ostende
- Die Ankunft des französischen Postdampfers zu Dover
- Im Hafen zu Vlissingen
- Schiffbruch in der Bucht von Douarnenez
- Ansicht aus Tréport
- Schiffbruch bei Dieppe
- Das Schloß der heil. Elisabeth zu Jersey
- Die letzte Woge
- Die Ufer der Seine bei Bougival
- Die Felsen von Leide im Busen von Douarnenez
- Krabbenfischer an den Küsten der Bretagne bei Roscoff
- Heringsfischerei im Kanal
- Schiffbruch der englischen Brigg Euphemia bei Tréport (im Museum zu Avignon)
- Das Rettungsboot
- Die Küste von Blankenberghe
- Die Einfahrt in den Hafen von Blankenberghe

## Galería

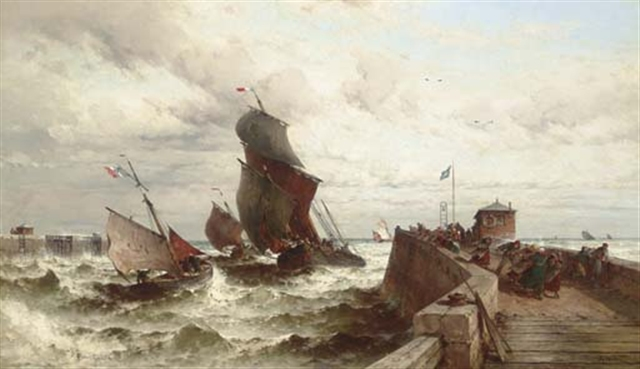
Entrada al puerto con tormenta
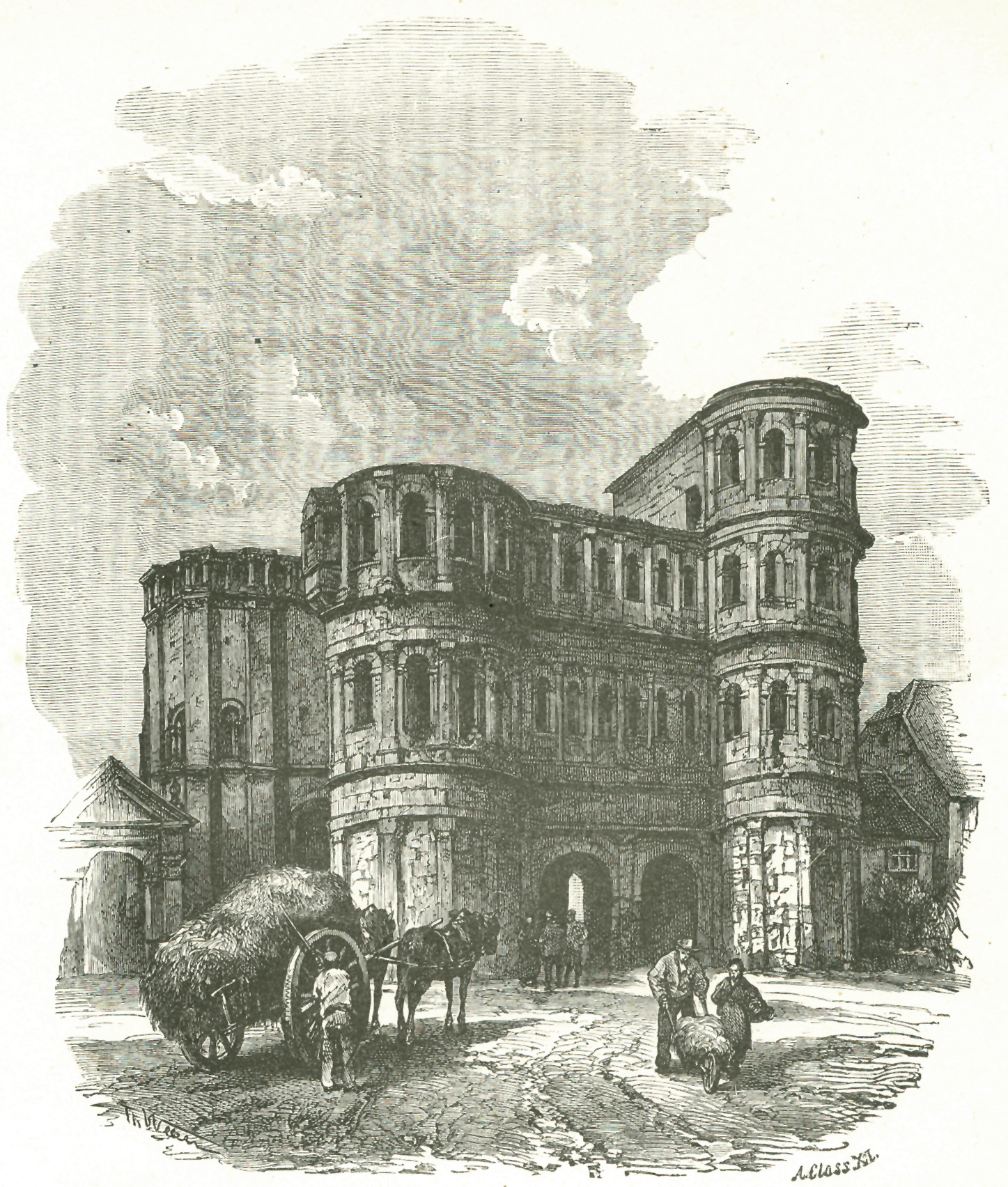
Porta nigra en Tréveris. Dibujo de Theodor Weber. Xilografía de A. Cloß.
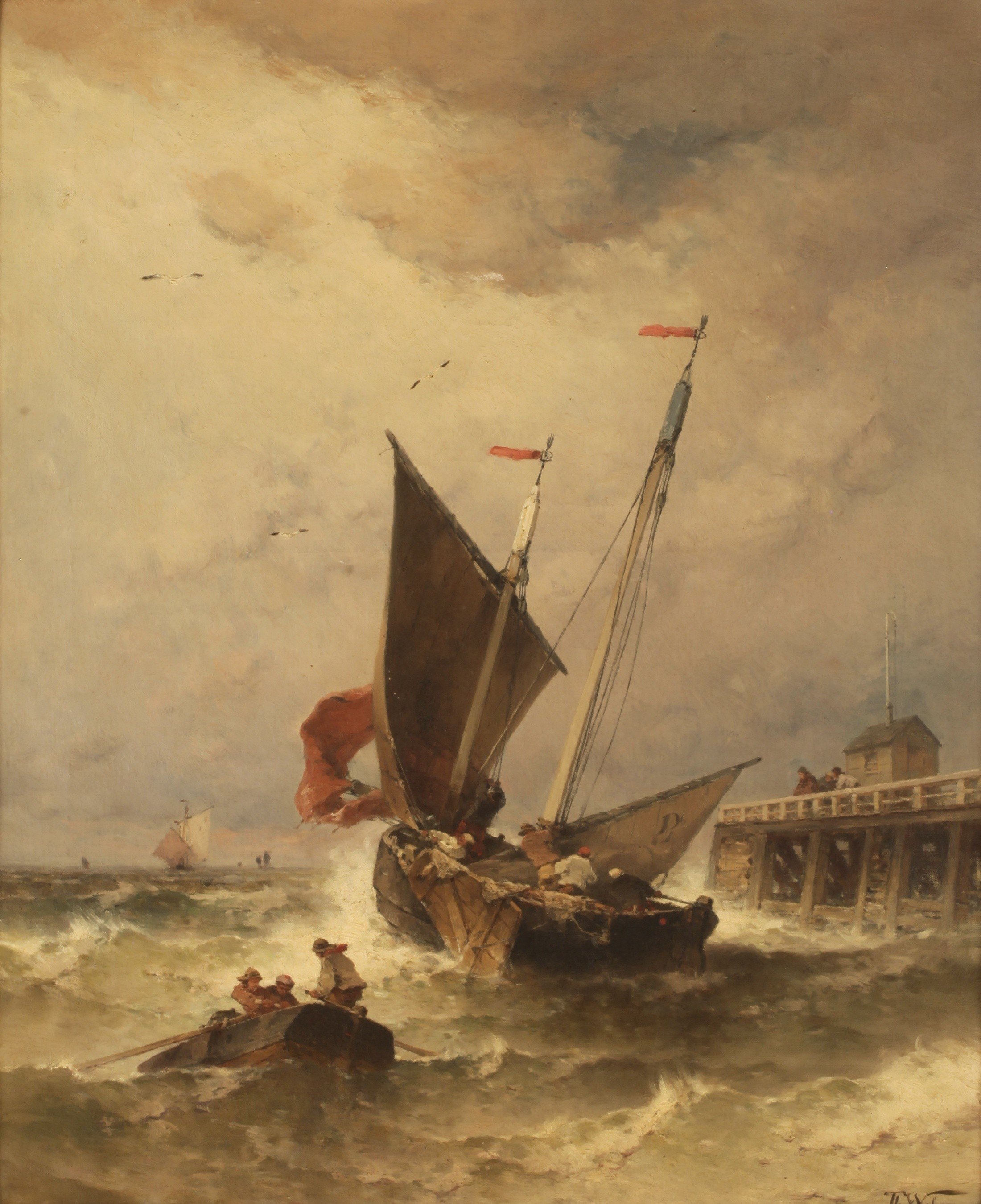
Marina
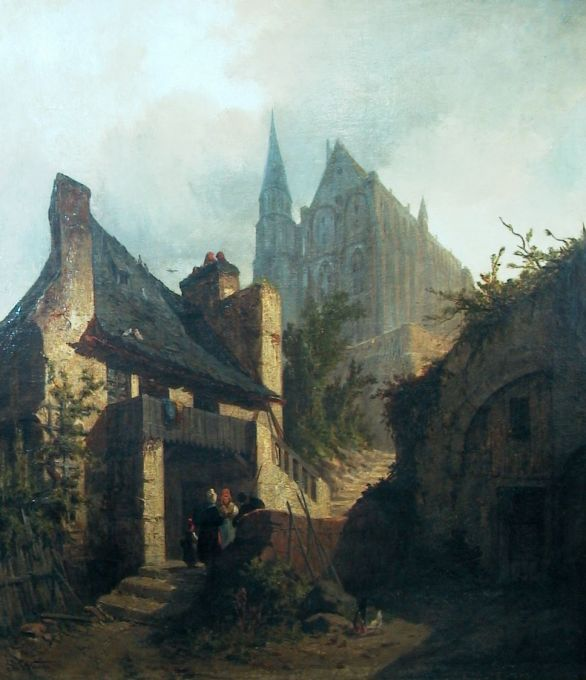